# 萬事屋齋藤先生轉生異世界
《萬事屋齋藤先生轉生異世界》是由一智和智所創作的日本漫畫。2018年起在ComicWalker和Niconico靜畫連載，2019年7月22日起由KADOKAWA發行單行本。改編電視動畫於2023年1月8日至3月26日播映。

## 登場人物
齋藤（聲：木村良平）
轉生到異世界的普通人，職業是盜賊。活用在原本的世界的「萬事屋」經驗，在開鎖和解除陷阱方面大顯身手，甚至用修理皮包的技能來修理同伴的防具。沒有戰鬥能力，很擅長背誦，因此把摩洛克的咒文全部記下以輔佐摩洛克。料理達人，有廚師執照。
拉艾露莎（聲：菲魯茲·藍）
強悍的傲嬌美少女，職業是重戰士。擁有怪力，穿著厚重鎧甲，揮舞武骨大劍。因為剛入行的時候被哥布林劃傷，總是用頭盔遮住臉。暗戀齋藤。20年前被摩洛克收養。
菈芳潘（聲：東山奈央）
模樣可愛的月光妖精，職業是神聖魔法師，在隊伍中負責恢復，但除了致命傷以外都要收費。表面上是個守財奴，實際上自己的種族在遠古時代遭到了月之女神的詛咒，如果不在滿月之夜獻上金幣的話身體就會變小，直至最終消失。出於自尊不接受施捨，因此只在治療時收費。
摩洛克（聲：長）
拉艾露莎的養父，隊友間暱稱之「老頭子」，職業是魔法師。是個好色老頭。實力非常強大，但經常忘記咒文，戰鬥中需要由齋藤輔助詠唱。其實是20年知名的大魔導士，不知原因遺忘20年前的記憶。
常因為戰鬥時忘記咒文讓隊友對他感到十分不可靠，但也有出乎預料的時候。
凱因茲（聲：松岡禎丞）
王國挑選勇者機關出來的公認勇者。
萊琪（聲：芹澤優）
王國挑選勇者機關出來的勇者同伴。偶像魔法師。
蒙佩（聲：本多力）
王國挑選勇者機關出來的勇者同伴僧侶，其實是靠挑選勇者機關的僧侶叔叔的關係加入。
梅維娜（聲：大橋彩香）
武器裝備道具屋的商人。
王（聲：森功至）
前勇者。
大臣（聲：中西怜郎）
王國隱退的宮廷魔法師，擅長石化。
魔王多格（聲：千葉繁）
原魔王，國王的朋友。委派王國當軍團長也是教大臣魔法的老師。
莉莉扎（聲：花守由美里）
外型蘿莉拿著大斧的人類戰士。人稱魔獸獵手莉莉扎。
吉布爾（聲：田所陽向）
莉莉扎的同伴，不顯眼的吉布爾，職業盜賊。男女通吃，喜歡黑眼睛和清爽小臉的類型。齋藤開寶箱時的笑容也打開了他的心房。
弗蘭莉爾（聲：青木瑠璃子）
戴著手爪的精靈戰士。
妮妮婭（聲：田所梓）
弗蘭莉爾的同伴，只會中階恢復魔法的人類神官。其實有點病態，喜歡看弗蘭莉爾流血然後特別治療。
吉邦格爾（聲：相馬康一）
摩洛克的弟子。尋找摩洛克師傅20年，穿盔甲拿著弩器的火屬性魔法矮人魔術師。
奇斯爾基（聲：笠間淳）
暗殺者。被魔女的影子傳送到魔界，一直忘不了魔女並愛上了魔女。暗殺冒險者的忍者。
普莉瑪絲（聲：井澤詩織）
奇斯基爾的同伴黑晶精靈魔法師。
拉維拉（聲：齋藤千和）
被惡魔施放了時間停止不老的詛咒，活了400年的魔女。

## 出版書籍
| 卷數 | KADOKAWA       | KADOKAWA               | 台灣角川      | 台灣角川              |
| 卷數 | 發售日期       | ISBN                   | 發售日期      | ISBN                  |
| ---- | -------------- | ---------------------- | ------------- | --------------------- |
| 1    | 2019年7月22日  | ISBN 978-4-04-065896-4 | 2021年3月4日  | ISBN 978-986-524236-7 |
| 2    | 2019年12月23日 | ISBN 978-4-04-064332-8 | 2021年3月4日  | ISBN 978-986-524237-4 |
| 3    | 2020年8月21日  | ISBN 978-4-04-064932-0 | 2023年1月18日 | ISBN 978-626-352147-6 |
| 4    | 2021年1月22日  | ISBN 978-4-04-680144-9 | 2023年1月18日 | ISBN 978-626-352148-3 |
| 5    | 2021年6月23日  | ISBN 978-4-04-680525-6 | 2024年4月25日 | ISBN 978-626-378817-6 |
| 6    | 2022年1月21日  | ISBN 978-4-04-680927-8 | 2024年4月25日 | ISBN 978-626-378818-3 |
| 7    | 2022年7月23日  | ISBN 978-4-04-681642-9 | 2024年6月20日 | ISBN 978-626-400122-9 |
| 8    | 2022年12月23日 | ISBN 978-4-04-682043-3 | 2024年7月25日 | ISBN 978-626-400236-3 |
| 9    | 2023年6月23日  | ISBN 978-4-04-682415-8 |               |                       |
| 10   | 2023年12月22日 | ISBN 978-4-04-683057-9 |               |                       |
| 11   | 2024年7月22日  | ISBN 978-4-04-683671-7 |               |                       |
| 12   | 2024年12月23日 | ISBN 978-4-04-684296-1 |               |                       |
| 13   | 2025年7月23日  | ISBN 978-4-04-684898-7 |               |                       |

## 迴響
截至2022年1月，累積發行逾30萬本。

## 電視動畫
2022年1月19日，宣佈改編為電視動畫。7月22日，宣佈定於2023年1月8日首播。

### 主題曲
片頭曲kaleidoscope
歌：Teary Planet
作词、作曲、编曲：Nanao
第1话用作片尾曲。
片尾曲
歌：konoco
作词、作曲、编曲：MIMI
第1话未使用。

### 各話列表
| 話數 | 日文標題 | 中文標題           | 劇本     | 分鏡                         | 演出       | 作畫監督                                                                                           | 动作作画监督 | 道具作画监督 | 总作画监督                   | 首播日期      |
| ---- | -------- | ------------------ | -------- | ---------------------------- | ---------- | -------------------------------------------------------------------------------------------------- | ------------ | ------------ | ---------------------------- | ------------- |
| 1    |          | 万事屋，斋藤先生   | 猪原健太 | 洼冈俊之                     | 永富浩司   | 泷泽陆                                                                                             | －           | －           | 田边阳子                     | 2023年 1月8日 |
| 2    |          | 斋藤先生能做些什麼 | 猪原健太 | 池下博纪                     | 矢吹勉     | 铃木宏美、藤川良、                                                                                 | 和田伸一     | 横山友纪     | 田边阳子、野田康行           | 1月15日       |
| 3    |          | 大迷宮的冒險者們   | 猪原健太 | 窪岡俊之、池下博紀、永富浩司 | 嵯峨敏     | 周昊、藤川良子、諸葛子敬、大木比呂 福永純一、久保奈都美、芳賀亮、永野孝明                          | 和田伸一     | 横山友纪     | 田边阳子、野田康行           | 1月22日       |
| 4    |          | 新時代正式開幕     | 猪原健太 | 古川順康                     | 松林唯人   | 河野繪美、青木真理子                                                                               | 和田伸一     | 横山友纪     | 田边阳子、野田康行           | 1月29日       |
| 5    |          | 忍者與魔女         | 猪原健太 | 池下博紀、永居慎平           | 五月女有作 | 藤川良子、鈴木宏美 、吉田巧介、福永純一                                                            | 和田伸一     | 横山友纪     | 田边阳子、野田康行           | 2月5日        |
| 6    |          | 老魔術師的記憶     | 猪原健太 | 矢吹勉                       | 矢吹勉     | 瀧澤陸、青木駿介、工藤糸織 、福永純一、周昊                                                        | 和田伸一     | 横山友纪     | 田边阳子、野田康行           | 2月12日       |
| 7    |          | 極限的接觸         | 猪原健太 | 相澤伽月                     | 永富浩司   | 河野繪美、青木真理子、水竹修治 藤川良子、福永純一、諸葛子敬                                        | 和田伸一     | 横山友纪     | 田边阳子、野田康行、河野绘美 | 2月19日       |
| 8    |          | 戰鬥中得到的東西   | 猪原健太 | 遠藤徹哉                     | 池下博紀   | 中尾彩香、上西麻耶、工藤糸織 宇佐美翔平、中尾隆文、                                                | 和田伸一     | 横山友纪     | 田边阳子、野田康行           | 2月26日       |
| 9    |          | 悲伤的狗狗战士     | 猪原健太 | 相泽伽月                     | 五月女有作 | 周昊、泷泽陆、铃木宏美、TripleA                                                                    | 和田伸一     | 横山友纪     | 田边阳子、野田康行           | 3月5日        |
| 10   |          | 魔界的追蹤者       | 猪原健太 | 永居慎平                     | 清水一伸   | 藤川良子、工藤糸織、吉田隆也 周昊、鈴木宏美、諸葛子敬、齋藤溫子                                    | 和田伸一     | 横山友纪     | 田边阳子、野田康行           | 3月12日       |
| 11   |          | 最終決戰           | 猪原健太 | 稻垣隆行                     | 大木比呂   | 青木真理子、河野繪美、宇佐美翔平 中尾彩香、諸葛子敬、Triple A                                      | 和田伸一     | 横山友纪     | 田边阳子、野田康行           | 3月19日       |
| 12   |          | 最被需要的人       | 猪原健太 | 石平信司                     | 永富浩司   | 吉田巧介、吉田隆也、工藤糸織 宇佐美翔平、青木真理子、和田伸一 中尾彩香、河野繪美、藤川良子、瀧澤陸 | 和田伸一     | 横山友纪     | 田边阳子、野田康行           | 3月26日       |

## 外部連結
- ComicWalker 漫畫連載網站
- Niconico靜畫（日語）
- 電視動畫官方網站（日語）
- 電視動畫的X（前Twitter）（日語）